# Kevin Vann
Kevin William Vann (ur. 10 maja 1951 w Springfield, Illinois) – amerykański duchowny katolicki, biskup Orange w Kalifornii w metropolii Los Angeles od 2012.

## Życiorys
Ukończył Millikin University z dyplomem z technologii medycznej. Pracował w szpitalu św. Jana w rodzinnym mieście. Zrezygnował jednak z kariery zawodowej i wstąpił w 1977 do seminarium duchownego Kenrick-Glennon w Saint Louis. 30 maja 1981 otrzymał święcenia kapłańskie. Skierowany został na dalsze studia do Rzymu, na Angelicum, które ukończył w 1985 doktoratem z prawa kanonicznego. Po powrocie do kraju służył jako wikariusz, a następnie proboszcz w parafiach rodzinnej diecezji Springfield. Pracował też w trybunale diecezjalnym i Metropolitalnym Sądzie Apelacyjnym w Chicago. Był również wikariuszem ds. duchowieństwa w kurii diecezjalnej. Od 2002 prałat honorowy Jego Świątobliwości. W 1999 rozpoczął wykłady na swej alma mater w St. Louis.
17 maja 2005 otrzymał nominację na koadiutora biskupa Fort Worth w Teksasie. Sakrę przyjął 13 lipca 2005 już jako ordynariusz diecezji, bowiem poprzednik zmarł dzień przed jego konsekracją. 21 września 2012 papież Benedykt XVI mianował go ordynariuszem diecezji Orange w Kalifornii. Ingres odbył się 10 grudnia 2012.